# Љубљеница (Берковићи)
Љубљеница је насељено мјесто у општини Берковићи, у Републици Српској, Босна и Херцеговина. Према попису становништва из 2013. у насељу је живјело свега 22 становника.

## Географија
Насеље се налази близу међуентитетске линије разграничења. Састоји се од Горње и Доње Љубљенице.

## Становништво
Према попису становништва из 1991. године, мјесто је имало 132 становника.
| Демографија | Демографија | Демографија |
| Година      | Становника  | Становника  |
| ----------- | ----------- | ----------- |
| 1948.       | 368         |             |
| 1953.       | 331         |             |
| 1961.       | 323         |             |
| 1971.       | 347         |             |
| 1981.       | 244         |             |
| 1991.       | 131         |             |
| 2013.       | 22          |             |